# Герман, Эуженио
Эуженио Герман (порт. Eugênio Maciel German; 24 октября 1930, Уба — 1 апреля 2001, Белу-Оризонти) — бразильский шахматист, международный мастер (1952).
В составе национальной сборной участник 3-х Олимпиад (1952, 1968 и 1972). Участник межзонального турнира в Стокгольме (1962) — 19—20-е места.